# Pháp y Tần Minh: Kẻ nhặt rác (phim truyền hình)
Pháp y Tần Minh: Kẻ Nhặt Rác  (tiếng Trung: 法医秦明: 清道夫) là một Bộ phim truyền hình trực tuyến Trung Quốc năm 2017 được chuyển thể từ Quyển 4: Kẻ Dọn Rác (清道夫) trong bộ tiểu thuyết Pháp y Tần Minh của tác giả Tần Minh. Bộ phim xoay quanh hành trình của bác sĩ pháp y Tần Minh cùng đội cảnh sát hình sự truy tìm một tên sát thủ thần bí Giết người hàng loạt xuất hiện trong thành phố Long Phiên mang tên Thanh Đạo Phu. Hắn lặng lẽ hành quyết những kẻ dối trá, những kẻ ác nhằm lấy lại công bằng cho xã hội.
Bộ phim do Beijing Bojitianjuan Film and TV sản xuất, được công chiếu vào ngày 15 tháng 6 năm 2018 trên dịch vụ phát trực tuyến Sohu TV, Mango TV.

## Nội dung
Một nạn nhân nữ tên Tạ Lâm Diểu bị cưỡng hiếp, sát hại tại Hồ bơi công cộng. Thông qua khám nghiệm, đã tìm ra tinh dịch của thủ phạm trong tử cung của nạn nhân. Kết quả đối chiếu với DNA trong kho dữ liệu, cảnh sát xác định hung thủ là Cao Cao. Tuy nhiên, khi tìm ra hung thủ Cao Cao thì hắn đã bị sát hại, hung thủ để lại hiện trường 3 chữ "Thanh Đạo Phu" bằng máu của nạn nhân trên thùng dầu. Chuyên gia giám định văn tự - Giáo sư Bộ Binh cùng trợ thủ - Hàn Thiên Phong của Đại học Long Phiên thông qua nét chữ đưa ra phán đoán sơ bộ về hung thủ. Cao Cao bị chết do nghẹt thở bởi một ống lấy máu kẹt trong cổ họng. Trong ống có 3 sợi tóc, qua giám định phát hiện là của những nạn nhân từng bị Cao Cao cưỡng hiếp được Thanh Đạo Phu cố tình bỏ vào ống nhằm trêu chọc cảnh sát.
Thanh Đạo Phu gửi một USB quay cảnh tra khảo Cao Cao gửi đến Tòa soạn báo Long Phiên, phóng viên của tòa soạn - Đường Tư Tư đã phát tán video trên lên mạng. Thanh Đạo Phu lại tiếp tục gây án giết chết ông chủ công ty sản xuất thuốc giả, 6 người trong nhóm chăn dắt trẻ em ăn xin, doanh nhân Triệu Quân (kết quả điều tra sau này được biết chính Giáo sư Bộ lúc biết được sự thật đã ra tay để trả thù cho con gái ông là Bộ Tâm Dao bị Triệu Lương tông chết trong một vụ Tai nạn giao thông, nhưng hắn để tài xế của mình nhận tội thay. Tưởng Triệu Quân đã chết, giáo sư Bộ bỏ xác hắn ở bờ sông. Tuy nhiên, Triệu Quân chưa chết hẳn mà bị Thanh Đạo Phu giết), một cô gái mại dâm - Trương Giai bị giết rồi phân xác (hung thủ là Người giết mổ gia súc - Lý Vỹ Hoành cố tình bắt chước thủ pháp của Thanh Đạo Phu do hắn ngưỡng mộ hành động của Thanh Đạo Phu). Lý Vỹ Hoành bị Thanh Đạo Phu đâm dẫn đến bị thương phải nằm bệnh viện. Tuy nhiên, đó là kế hoạch của Thanh Đạo Phu nhằm giúp Lý Vỹ Hoành nằm bệnh viện và có cơ hội trốn thoát khỏi bệnh viện.
Khoanh vùng nghi vấn, cảnh sát xác định Thanh Đạo Phu chính là Hàn Thiên Phong. Hàn Thiên Phong trong một lần do căm phẫn những hành vi Bạo lực gia đình thuở nhỏ, dẫn đến mẹ hắn là Hàn Tuyết phải tự sát nên hắn đã giết chết bố mình. Để giảm cảm giác tội lỗi vì đã giết bố, hắn chọn cách thay trời hành đạo, giết những kẻ xấu xa. Lý Vỹ Hoành ngưỡng mộ Thanh Đạo Phu và giúp hắn giết Hồ Kiến Vỹ - một luật sư biến chất đã tư vấn cho doanh nhân Triệu Quân tông chết Bộ Tâm Dao rồi để tài xế nhận tội thay. Lý do vì Hàn Thiên Phong muốn giúp thầy mình là giáo sư Bộ trả thù. Sau khi giáo sư Bộ biết sự thật, đã khuyên Hàn Thiên Phong đi tự thú. Tuy nhiên, hắn đã sát hại giáo sư Bộ rồi bỏ trốn.
Hàn Thiên Phong cùng Lý Vỹ Hoành bắt cóc Trần Phi Vũ mục đích uy hiếp Tần Minh phải trở thành hắn, tiếp tục thành Thanh Đạo Phu thay trời hành đạo, giết những kẻ xấu xa. Nhưng Tần Minh không đồng ý và cố gắng thuyết phục Hàn Thiên Phong. Hàn Thiên Phong giết Lý Vỹ Hoành và nhảy lầu tự sát, Tần Minh cứu được hắn và bắt hắn phải trả giá cho những tội ác mà mình gây ra trước Pháp luật.

## Diễn viên
- Lưu Đông Thấm vai Tần Minh
- Vu Sa Sa  vai Trần Phi Vũ
- Lưu Sướng vai Lâm Đào